# EC Internacional (SC)
Der Esporte Clube Internacional, auch bekannt als Internacional de Lages oder Inter de Lages, ist ein Fußballverein aus Lages im brasilianischen Bundesstaat Santa Catarina.

## Geschichte
Internacional wurde am 13. Juni 1949 gegründet. Diese waren Fans des SC Internacional aus Porto Alegre und übernahmen deshalb den Namen und die Farben ihres Idols. Ab 1951 trat der Klub in Spielen der Stadtmeisterschaft an. 1959 dann erstmals in der Staatsmeisterschaft. Nach deren Austragung 1960 pausierte man hier bis einschließlich 1964. Seine Rückkehr 1965 war äußert erfolgreich. Internacional erreichte qualifizierte sich in der Gruppe B für die Endrunde. Am letzten Spieltag lag der Klub mit dem EC Metropol punktgleich in Führung. Am letzten Spieltag am 27. März trafen die beiden aufeinander, so dass der Sieger der Partie Staatsmeister werden würde. Internacional konnte das Treffen mit 2:1 für sich entscheiden.
Mit dem Sieg in der Staatsmeisterschaft qualifizierte sich der Klub für die Teilnahme an der Taça Brasil 1966. Die Taça Brasil (Brasilien-Pokal) war der erste nationale Fußball-Wettbewerb in Brasilien. Die Sieger der Taça Brasil wurden zeitgenössisch als Campeões, als Meister von Brasilien, angesehen. Der nationale Verband erkannte 2010 die Austragungen als Brasilianische Meisterschaft an. In der ersten Runde der Meisterschaft traf der Klub auf den CA Ferroviário, dem Staatsmeisterschaft von Paraná 1965. Die beiden Partien endeten 3:3 und 2:0 und Internacional schied aus.
Bis 1988 spielte Internacional in der obersten Spielklasse der Staatsmeisterschaft. Dann erfolgte der erste Abstieg. Seitdem pendelt man zwischen den verschiedenen Ligen der Staatsmeisterschaft. Wobei man sich auch aufgrund finanzieller Probleme zu drei verschiedenen Zeitpunkten vom Profifußball zurückzog. Zuerst von 1996 bis 1999, dann 2003 und nochmals 2009.
Aufgrund guter Platzierungen auf regionaler Ebene qualifizierte sich Internacional zur Teilnahme an der Série D, der vierten nationalen Liga. Hier debütierte der Klub 2015 in der Gruppe A7. In den acht Spielen gegen seine vier Gegner erreichte man zwei Siege und ein Unentschieden bei 6:9 Toren. Dieses reichte nur für den letzten Platz in der Gruppe und dem 31 im Gesamtklassement bei 40 Teilnehmern. Im Folgejahr durfte Internacional erstmals beim Copa do Brasil, dem nationalen Fußballpokal, antreten. Als vierter der Staatsmeisterschaft 2015 hatte der Klub die Beteiligung an der Copa do Brasil 2016 erworben. Hier traf man in der ersten Runde auf den um rund hundert Plätze besser eingestuften Sampaio Corrêa FC (143 versus 39). Das Hinspiel zuhause ging mit 1:2 verloren. Internacional konnte bei Sampaio zwar einen 1:0–Sieg holen, schied dann aber aufgrund der Auswärtstorregel aus.

## Teilnahme an Fußballwettbewerben
| Wettbewerb                   | Teilnahmen                                                         |
| ---------------------------- | ------------------------------------------------------------------ |
| Série A                      | 01× – Taça Brasil 1966                                             |
| Série D                      | 04× – 2015, 2016, 2017, 2018                                       |
| Copa do Brasil               | 01× – 2016                                                         |
| Staatsmeisterschaft          | 038× – 1959–1960, 1965–1988, 1991–1995, 2001–2002, 2015–2018, 2024 |
| Staatsmeisterschaft Série B  | 011× – 1989–1990, 2000, 2008, 2014, 2019–2023, 2025–               |
| Staatsmeisterschaft Série B1 | 08× – 2004–2007, 2010–2013                                         |
| Staatspokal                  | 08× – 1984, 1986, 1991, 1992, 1993, 1995, 2018, 2023               |

## Erfolge
- Staatsmeisterschaft von Santa Catarina: 1965
- Staatsmeisterschaft von Santa Catarina – Série B: 1990, 2000, 2014
- Staatsmeisterschaft von Santa Catarina – Série B1: 2013